# 2,4-dinitroclorobenceno
El 2,4-dinitroclorobenceno (DNCB) es un nitrocompuesto aromático con fórmula (O2N)2C6H3Cl. En condiciones normales, es un sólido cristalino ortorrómbico, de color amarillo y olor característico similar al de las almendras. Es poco soluble en agua, pero sí es soluble en disolventes orgánicos como el éter etílico, benceno, disulfuro de carbono y etanol. Se utiliza a nivel industrial para la síntesis de otros compuestos.
A nivel comercial se produce mediante la nitración del p-nitroclorobenceno con una mezcla de ácidos nítrico y sulfúrico. Existen otros métodos de síntesis menos eficientes, como la cloración del dinitrobenceno, la nitración del o-nitroclorobenceno y la dinitración del clorobenceno.

## Usos
Gracias a sus dos grupos nitro, el cloruro es susceptible a sustitución nucleófila. De esta manera, el compuesto es un precursor de muchos otros compuestos. La base da el dinitrofenol, el amoníaco la dinitroanilina, el metóxido el dinitroanisol y las aminas dan las aminas secundarias.
El 2,4-ditroclorobenceno se utiliza como reactivo para las reacciones de alquilación, arilación y sustitución y para la producción de colorantes, fotoquímicos, explosivos, fungicidas y productos químicos de caucho natural.

### Uso en laboratorio
El DNCB se utiliza como sustrato en ensayos de actividad de la enzima glutatión S-transferasa. La molécula se conjuga en una única molécula de glutatión reducido que es absorbido entonces a 340 nm.

### Uso médico
El DNCB también puede ser usado para el tratamiento efectivo de las verrugas, con un ratio de efectividad del 80%. Esto se debe a que el compuesto induce una respuesta inmune alérgica al virus causante de ellas.

## Seguridad
El 2,4-ditroclorobenceno induce una reacción de hipersensibilidad tipo IV en casi todas las personas expuestas a él, por lo que se utiliza médicamente para evaluar la actividad células T en pacientes. Esta es una prueba de diagnóstico útil para sujetos inmunodeprimidos.
La exposición al DNBC puede causar dermatitis de contacto.